# Nieftiegorsk (obwód samarski)
Nieftiegorsk (ros. Нефтегорск) – miasto w obwodzie samarskim, centrum administracyjne rejonu nieftiegorskiego, położone 103 km na południowy wschód od Samary, na lewym brzegu rzeki Samara - lewego dopływu Wołgi. Najbliższa stacja kolejowa znajduje się 36 kilometrów na północ, w Bogatoje.

## Historia
Nieftiegorsk został utworzony w 1960 roku jako osada robotnicza dla przemysłu wydobywczego ropy naftowej. W 1966 otrzymał status osady typu miejskiego, a w 1989 uzyskał prawa miejskie. Nazwa miasta pochodzi od ropy naftowej i nazwy kraju.

## Populacja
| 1970   | 1979   | 1989   | 1996   | 2002   | 2008   |
| ------ | ------ | ------ | ------ | ------ | ------ |
| 11 800 | 15 200 | 18 900 | 21 400 | 19 388 | 18 891 |

## Gospodarka
Miasto jest jednym z centrów wydobycia ropy naftowej i gazu ziemnego, surowce przetwarzane są w kilku okolicznych rafineriach. W mieście znajdują się także fabryki obuwia i przemysłu spożywczego. 
Poza obszarem miejskim dominuje rolnictwo.